# Teinobasis helvola
Teinobasis helvola är en trollsländeart som beskrevs av Maurits Anne Lieftinck 1930. Teinobasis helvola ingår i släktet Teinobasis och familjen dammflicksländor. Inga underarter finns listade i Catalogue of Life.